# Il dolce inganno
Il dolce inganno (Sweet Deception) è un film per la televisione del 1998 diretto da Timothy Bond.

## Trama
Risa Callagher, una donna sposata con una figlia viene accusata dell'omicidio del marito e in seguito dichiarata colpevole. Però, durante il trasporto in prigione evade e l'ispettore Malloy le dà la caccia, ma dopo aver svolto alcune indagini inizia a dubitare sulla colpevolezza della donna, ma si rende conto che qualcuno l'ha incastrata e decide di darle una mano per dimostrare la sua innocenza.